# Bildungsministerium (Rumänien)
Das Bildungsministerium (rumänisch Ministerul Educației) ist eines der Ministerien der rumänischen Regierung.

## Kompetenzen
Das Bildungsministerium koordiniert die Ziele des Bildungssystems insgesamt sowie die Bildungsziele nach Bildungsstufen und -profilen festlegt. Bei der Ausübung seiner Befugnisse konsultiert das Bildungsministerium gegebenenfalls die nationalen wissenschaftlichen Gesellschaften der Lehrkräfte, die Gewerkschaftsverbände, die die Branche vertreten, die Verbandsstrukturen der lokalen öffentlichen Verwaltungsbehörden als Sozialpartner und die national anerkannten Studenten- und Schülerorganisationen.

## Namenshistorie
Im Laufe der Jahre änderte das Ministerium seinen Titel. Zunächst hieß es Ministerium für Religion und öffentliche Unterweisung (Ministerul Religiei și Instrucțiunii Publice), dann Ministerium für öffentliche Unterweisung (rumänisch: Ministerul Instrucțiunii Publice), dann Ministerium für Unterricht (Ministerul Învățământului), Ministerium für Unterricht und Wissenschaft (Ministerul Învățământului și Științei), dann wieder Ministerium für Unterricht (Ministerul Învățământului). Als Andrei Marga Minister wurde, führte er die größten Reformmaßnahmen ein, beginnend mit dem Namen der Institution: Ministerium für nationale Bildung (Ministerul Educației Naționale). Im Jahr 2000 wurde der Name in Ministerium für Bildung und Forschung (Ministerul Educației și Cercetării) geändert. Dieser Titel wurde bis April 2007 beibehalten, als er in Ministerium für Bildung, Forschung und Jugend (Ministerul Educației, Cercetării și Tineretului) geändert wurde. Am 21. Dezember 2012 wurde der Titel in Ministerium für Nationale Bildung (Ministerul Educației Naționale) geändert und bis zum 17. Dezember 2014 beibehalten, als er in Ministerium für Nationale Bildung und Wissenschaftliche Forschung (Ministerul Educaței Naționale și Cercetării Științifice) geändert wurde. Dieser Titel wurde bis zum 4. Januar 2017 beibehalten, als er wieder in Ministerium für Nationale Bildung geändert wurde. Ab dem 1. April 2021 heißt es nun Bildungsministerium.

## Minister

### Seit 1989
|      | Name                 | Amtsbeginn         | Amtsende           | Partei    | Kabinett     |
| ---- | -------------------- | ------------------ | ------------------ | --------- | ------------ |
| 1    | Mihai Șora           | 30. Dezember 1989  | 28. Juni 1990      | parteilos | Roman I      |
| 2    | Gheorghe Ștefan      | 29. Juni 1990      | 16. Oktober 1991   | FSN       | Roman II     |
| 2    | Gheorghe Ștefan      | 29. Juni 1990      | 16. Oktober 1991   | FSN       | Roman III    |
| 3    | Mihail Golu          | 17. Oktober 1991   | 19. November 1992  | FSN       | Stolojan     |
| 4    | Liviu Maior          | 20. November 1992  | 11. Dezember 1996  | PDSR      | Văcăroiu     |
| 5    | Virgil Petrescu      | 12. Dezember 1996  | 4. Dezember 1997   | PNȚCD     | Ciorbea      |
| 6    | Andrei Marga         | 5. Dezember 1997   | 27. Dezember 2000  | PNȚCD     | Ciorbea      |
| 6    | Andrei Marga         | 5. Dezember 1997   | 27. Dezember 2000  | PNȚCD     | Vasile       |
| 6    | Andrei Marga         | 5. Dezember 1997   | 27. Dezember 2000  | PNȚCD     | Isărescu     |
| 7    | Ecaterina Andronescu | 28. Dezember 2000  | 18 Juni2003        | PDSR/PSD  | Năstase      |
| 8    | Alexandru Athanasiu  | 19. Juni 2003      | 28. Dezember 2004  | PSD       | Năstase      |
| 9    | Mircea Miclea        | 29. Dezember 2004  | 9. November 2005   | PD        | Tăriceanu I  |
| 10   | Mihai Hărdău         | 10. November 2005  | 4. April 2007      | -         | Tăriceanu I  |
| 11   | Cristian Adomniței   | 5. April 2007      | 7. Oktober 2008    | PNL       | Tăriceanu II |
| 12   | Anton Anton          | 8. Oktober 2008    | 21. Dezember 2008  | PNL       | Tăriceanu II |
| (7)  | Ecaterina Andronescu | 22. Dezember 2008  | 30. September 2009 | PSD       | Boc I        |
| -    | Emil Boc             | 1. Oktober 2009    | 22. Dezember 2009  | PDL       | Boc I        |
| 13   | Daniel Funeriu       | 23. Dezember 2009  | 8. Februar 2012    | PDL       | Boc II       |
| 14   | Cătălin Baba         | 9 Februar2012      | 6. Mai 2012        | PDL       | Ungureanu    |
| 15   | Ioan Mang            | 7. Mai 2012        | 14. Mai 2012       | PSD       | Ponta I      |
| -    | Liviu Pop            | 15. Mai 2012       | 1. Juni 2012       | parteilos | Ponta I      |
| (7)  | Ecaterina Andronescu | 2. Juni 2012       | 20. Dezember 2012  | PSD       | Ponta I      |
| 16   | Remus Pricopie       | 21. Dezember 2012  | 17. Dezember 2014  | PSD       | Ponta II     |
| 17   | Sorin Cîmpeanu       | 18. Dezember 2014  | 17. November 2015  | parteilos | Ponta IV     |
| 18   | Adrian Curaj         | 18. November 2015  | 5. Juli 2016       | parteilos | Cioloș       |
| 19   | Mircea Dumitru       | 6. Juli 2016       | 4. Januar 2017     | parteilos | Cioloș       |
| 20   | Pavel Năstase        | 5. Januar 2017     | 28. Juni 2017      | PSD       | Grindeanu    |
| 21   | Liviu Pop            | 29. Juni 2017      | 29. Januar 2018    | PSD       | Tudose       |
| 22   | Valentin Popa        | 29. Januar 2018    | 26. September 2018 | PSD       | Dăncilă      |
| -    | Rovana Plumb         | 27. September 2018 | 19. November 2018  | PSD       | Dăncilă      |
| (7)  | Ecaterina Andronescu | 20. November 2018  | 2. August 2019     | PSD       | Dăncilă      |
| (22) | Valentin Popa        | 2. August 2019     | 4. November 2019   | PSD       | Dăncilă      |
| 23   | Monica Anisie        | 4. November 2019   | 23. Dezember 2020  | PNL       | Orban I      |
| 23   | Monica Anisie        | 4. November 2019   | 23. Dezember 2020  | PNL       | Orban II     |
| (17) | Sorin Cîmpeanu       | 23. Dezember 2020  | 25. November 2021  | PNL       | Cîțu         |
| (17) | Sorin Cîmpeanu       | 25. November 2021  | 29. September 2022 | PNL       | Ciucă        |
| 24   | Ligia Deca           | 3. Oktober 2022    |                    | parteilos | Ciucă        |